# Exoprosopa zimini
Exoprosopa zimini är en tvåvingeart som beskrevs av Paramonov 1929. Exoprosopa zimini ingår i släktet Exoprosopa och familjen svävflugor. Inga underarter finns listade i Catalogue of Life.